# یامائوکا تشو
یامائوکا تشّو (به ژاپنی: 山岡 鉄舟 Yamaoka Tesshū) یا تتسوتارو یامائوکا؛ ۱۰ ژوئن ۱۸۳۶ – ۱۹ ژوئیهٔ ۱۸۸۸) سامورایی، و خوشنویس اهل ژاپن بود. وی نقش بزرگی در اصلاحات میجی در دوره باکوماتسو داشت. او مسئول نظارت بر شینچوگومی بود. در سال ۱۸۶۸ میلادی به مقام اومه‌تسوکه رسید.

## بررسی اجمالی
یامائوکا تشّو در سال ۱۸۳۶  (تنپو ۷) در هونجو، توکیو، ادو متولد شد و در  قلمرو هیدا-تاکایاما (شهر تاکایامای امروزی)، استان گیفو بزرگ شد.
او از سنین پایین در شمشیرزنی مهارت داشت و پس از نقل مکان به ادو، در سن ۲۱ سالگی به دلیل مهارتش در شمشیرزنی، به عنوان شمشیرزن برای مرکز آموزش نظامی کوبوجو (بخش چیودا، توکیو) انتخاب شد. او همچنین مدیر روشیگومی (گروه سامورایی‌های بدون استاد)، سلف شینسنگومی  شد. بزرگترین دستاورد یامائوکا تِشو، رویارویی با سایگو تاکاموری و تحقق تسلیم بدون خونریزی قلعه ادو بود. پس از اصلاحات میجی، او به دولت میجی خدمت کرد و به عنوان پیشکار صد و بیست و دومین امپراتور امپراتور میجی فعالیت داشت.